# Shailaja Kumar
Shailaja N. Kumar (ur. 17 stycznia 1967 w Delhi) – indyjska narciarka alpejska, olimpijka, reprezentantka Indii na Zimowych Igrzyskach Olimpijskich 1988.
W 1988 roku wystąpiła na zimowych igrzyskach olimpijskich w Calgary. Została zgłoszona do jednej konkurencji – slalomu. W pierwszym przejeździe uzyskała czas 1:26,98 i zajęła ostatnie, 40. miejsce. W drugim przejeździe uzyskała czas 1:25,29, jednak ponownie zajęła ostatnie, 28. miejsce, wyprzedzając jedynie zawodniczki, które nie ukończyły konkurencji. W sumie w dwóch przejazdach uzyskała łączny czas 2:52,27 i zajęła ostatnią, 28. pozycję, tracąc do zwyciężczyni, Szwajcarki Vreni Schneider nieco ponad minutę i 15 sekund. Był to jej pierwszy i jedyny w karierze start na zimowych igrzyskach olimpijskich.
Shailaja Kumar była najmłodszą reprezentantką Indii podczas Zimowych Igrzysk Olimpijskich 1988. Ponadto była także pierwszą kobietą ze swojego kraju, która wzięła udział w zimowych igrzyskach olimpijskich.